# Östergötlands runinskrifter 208

Östergötlands runinskrifter 208 är en runsten  som står vid gränsen mellan Sjögestads och Viby socknar, Linköpings och Mjölby kommuner. Uppgifterna om stenens sockentillhörighet går isär i Samnordisk runtextdatabas (Viby) och Riksantikvarieämbetets fornminnessöktjänst (Sjögestad). Stenen står vid ett gammalt vägstråk strax söder om länsväg 636 mellan Vikingstad och Mantorp, och i dess närhet finns också hålvägar, gravfält och andra runstenar, allra närmast Ög 207 och Ög 209. Materialet är grå granit och ristningen utfördes på 1000-talet. Inskriften innehåller stungna i- och u- och k-runor.

## Translitteration
I translitteration lyder inskriften på Ög 208:
: uigi : risþ : sten : þo(n)s- yftiR : ufag : faþur : sin : 

## Översättning
På nutida svenska är följande vad stenen vill berätta:
Vige reste denna sten efter Ofag, sin fader